# Марита Кох
Марита Кох, касније Марита Кох Мајер (Визмар, 18. фебруар 1957) је бивша атлетичарка Источне Немачке која се такмичила у спринтерским дисциплинама. Марита Кох је 6. октобра 1985. у Канбери постигла данас важећи светски рекорд у трчању на 400 метара. Тај резултат износи 47,60 секунди. Овај рекорд је далеко бољи од резултата данашњих спортисткиња.

## Каријера
Током каријере постигла је 16 светских рекорда у трчању на отвореном и 14 светских рекорда у трчању у дворани.
Први светски рекорд постигла је 1977. у Милану, када је 400 метара у дворани претрчала за 51,8 секунди. Наредне године оборила је рекорд на 400 метара на отвореном са резултатом 49,19 секунди. У наредних месец дана постигла је још 2 светска рекорда.
Године 1979. постала је прва жена која је претрчала 200 метара за мање од 22 секунде. Њено време од 21,71 секунди, постигнуто у Карл Маркс Штату било је светски рекорд 9 година. Бојкот Олимпијских игара 1984. спречио ју је да учествује на њима. Једина олимпијада на којој је учествовала била је 1980, када је освојила злато на 400 метара и сребро у штафети 4x400 метара.
Као чланица штафета Источне Немачке постигла је још светских рекорда. У трци штафета на 4x100 метара постизала је светске рекорде 1979. и 1983. У трци штафета на 4x400 метара обарала је светске рекорде 1980, 1982 и 1984.
Европско првенство у атлетици освајала је 1978, 1982 и 1986, у дисциплини 400 метара. Она је и данас рекордерка Европе у овој дисциплини.
Са атлетских такмичења повукла се 1987.